# 胡志明市銀行大學
胡志明市銀行大學是一個位於越南胡志明市守德郡的銀行大學。該所大學在胡志明市郊區，和胡志明市市立公墓相鄰。是越南的兩家銀行大學之一。此大學學程包括：國際金融、國際銀行、證券經營業務、外語、信用、銀行服務、國際清算、金融商務。學位從學士到博士，全校共有約170位教職員，其中30位博士、50位碩士。其前身為越南學院分支。

## 外部連接
- Official Website of Ho Chi Minh University of Banking （页面存档备份，存于）

10°51′30″N 106°45′47″E / 10.8584°N 106.7631°E